# Нерпья
Нерпья — упразднённый в июне 2019 года посёлок, относившийся к городу областного подчинения Ивделю Свердловской области России. На муниципальном уровне входил в состав городского округа Пелым.

## Географическое положение
Посёлок Нерпья расположен в 34 километрах (по автотрассе в 40 километрах) к востоко-северу-востоку от посёлка Пелым, в лесной местности. В посёлке находится разъезд Нерпья Свердловской железной дороги (ветка Ивдель — Приобье). В одном километре к северу от посёлка пролегает наземный газопровод Уренгой — Центр. В четырёх километрах к западу расположено болото Нерпъяталяхъянкалма. По этому болоту проходит граница между Свердловской областью и Ханты-Мансийским автономным округом. Болото Нерпъяталяхъянкалма труднопроходимо, его площадь составляет 22 км², глубина — до 0,8 метра. Из болота берёт исток река Нерпъя — левый приток Пелыма..

## История
В мае 2019 года в Законодательное собрание Свердловской области внесён законопроект об упразднении посёлка. В июне 2019 года посёлок был упразднён.

## Население
| 2002 | 2010 |
| ---- | ---- |
| 0    | →0   |